# حامض حلو (مسلسل إماراتي)
حامض حلو، مسلسل تلفزيوني اماراتي، أنتج وعرض في عام 2021. كتبه عبدالله زيد وأخرجه سيف شيخ نجيب. تتولى الأحداث الكوميدية والمفارقات التي يقع فيها كلا من خاشع وناشع، وما يتسببان فيه من مشاكل لأهالي الفريج.

## البطولة
- عبدالله زيد بدور «خاشع»
- جمعة علي بدور «ناشع»
- أحمد الانصاري بدور «النوخذة مرزوق»
- سلوى بخيت بدور «بلقيس»
- محمد سعيد السلطي بدور «سلطان»
- موسى البقيشي بدور «سويلم»
- عبدالله صالح بدور «مفلح»
- احمد مال الله بدور «أبو ربح»
- خالد المعني بدور «المطوع أبو عثمان»
- محمد عبدالله موسى بدور «تاج السر»
- علي القحطاني بدور «دويس»
- عبدالله الجفالي بدور «أبو فيصل»
- نورة علي بدور «رمانة»
- سارة السعدي بدور «غزالة»
- عمر الملا بدور «سبيت»
- ريم سليمان بدور «عفرا»
- عذاري بدور «ام فيصل»
- عادل سبيت بدور «الحمالي»
- محمد العلوي بدور «محفوظ»
- عبدالله مسعود بدور «دكاك»
- فؤاد القحطاني بدور «ياقوت»
- عبدالله الجرن بدور «دحروي»
- ناجي جمعة بدور «مسلم»
- عادل خميس بدور «سويدان»
- عهود الجسمي بدور «ام عثمان»
- وجود وحيد بدور «حفصة»